# Born to Battle (film, 1926)
Pour les articles homonymes, voir Born to Battle.
Born to Battle est un western américain réalisé par Robert De Lacey (en) et sorti en 1926.

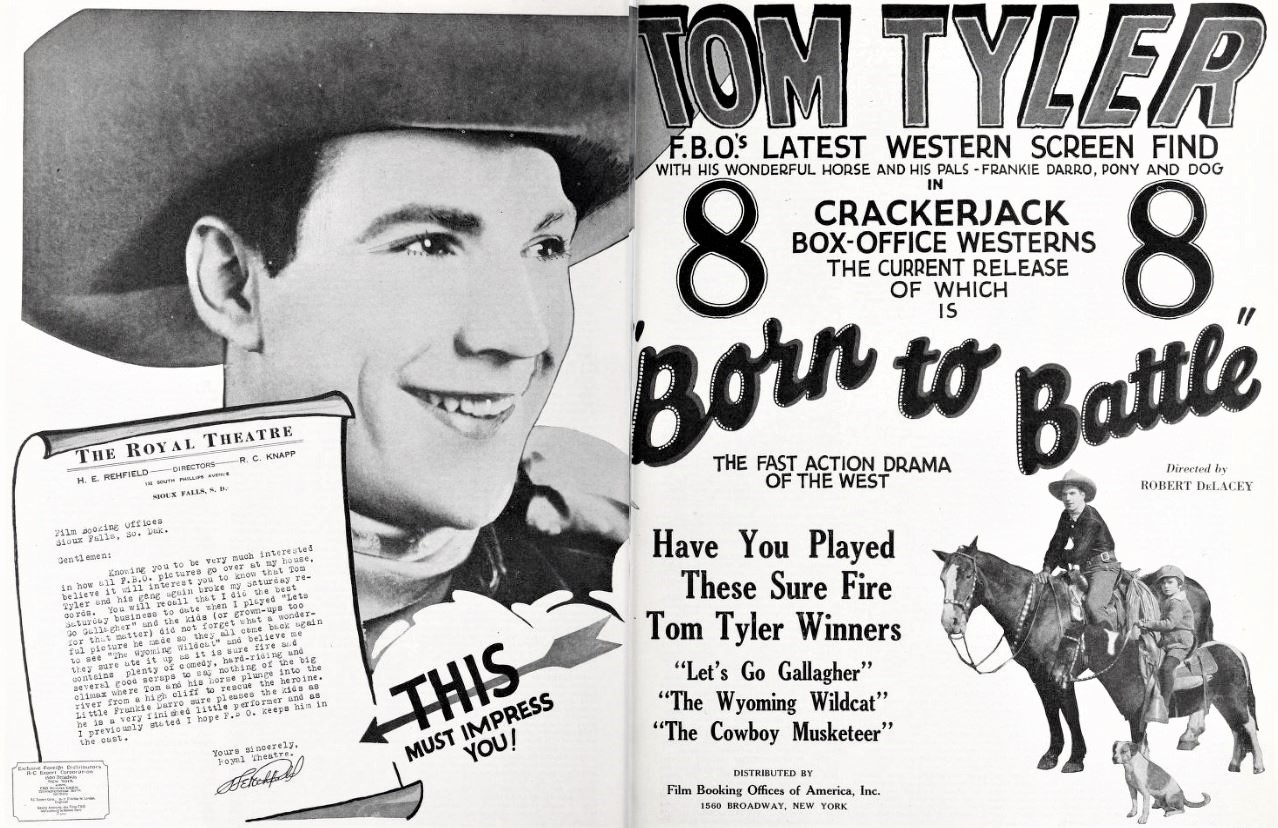
Annonce pour le film dans Exhibitors Herald.

L'acteur principal Tom Tyler a aussi joué dans un film du même nom Born to Battle sorti en 1935, mais le scénario est différent et les deux films n'ont pas de liens entre-eux.

## Synopsis
Denny Terhune, connu sous le nom de l'« Irlandais » et contremaître du ranch Morgan, est craint par le directeur Daley et son acolyte. Ils savent qu'il y a du pétrole sur la propriété du ranch et complotent pour en prendre le contrôle. Ils tentent d'éloigner Denny, mais il revient. Il rencontre la fille de Morgan, Eunice, mais elle le considère comme un voyou. Finalement, Denny déjoue les plans des conspirateurs et convainc Eunice qu'il serait après tout le mari idéal pour elle.

## Fiche technique
- Réalisation : Robert De Lacey (en)
- Scénario : William E. Wing
- Production : Robertson-Cole Pictures Corporation
- Photographie : David Smith, Harold Wenstrom
- Genre : Western[2]
- Distributeurs : Film Booking Offices of America, Ideal Films
- Durée : 50 mintues
- Date de sortie :
  - États-Unis : 24 janvier 1926

## Distribution
- Tom Tyler : Dennis Terhune
- Jean Arthur : Eunice Morgan
- Ray Childs : Moxley
- Fred Gamble : Morgan
- Frankie Darro : Birdie
- Buck Black : Tuffy
- LeRoy Mason : Daley
- Ethan Laidlaw : Trube
- Nora Cecil (non créditée)